# Гавайські острови
Гавайські острови (англ. Hawaiian islands, гав. Mokupuni o Hawai‘i; раніше: Сандвічеві острови) — архіпелаг із дев'ятнадцяти великих островів та атолів і численних малих острівців та підводних гір з північного заходу на південний схід у центральній частині Тихого океану між 19° пн.ш. та 29° пн.ш і 178° зх. довготи та 154° зх. довготи. За винятком атолу Мідвей, що є неінкорпорованою територією Сполучених Штатів, Гавайські острови утворюють американський штат Гаваї.

## Адміністративний устрій
Адміністративно острови складають собою американський штат Гаваї.

## Топографічний опис

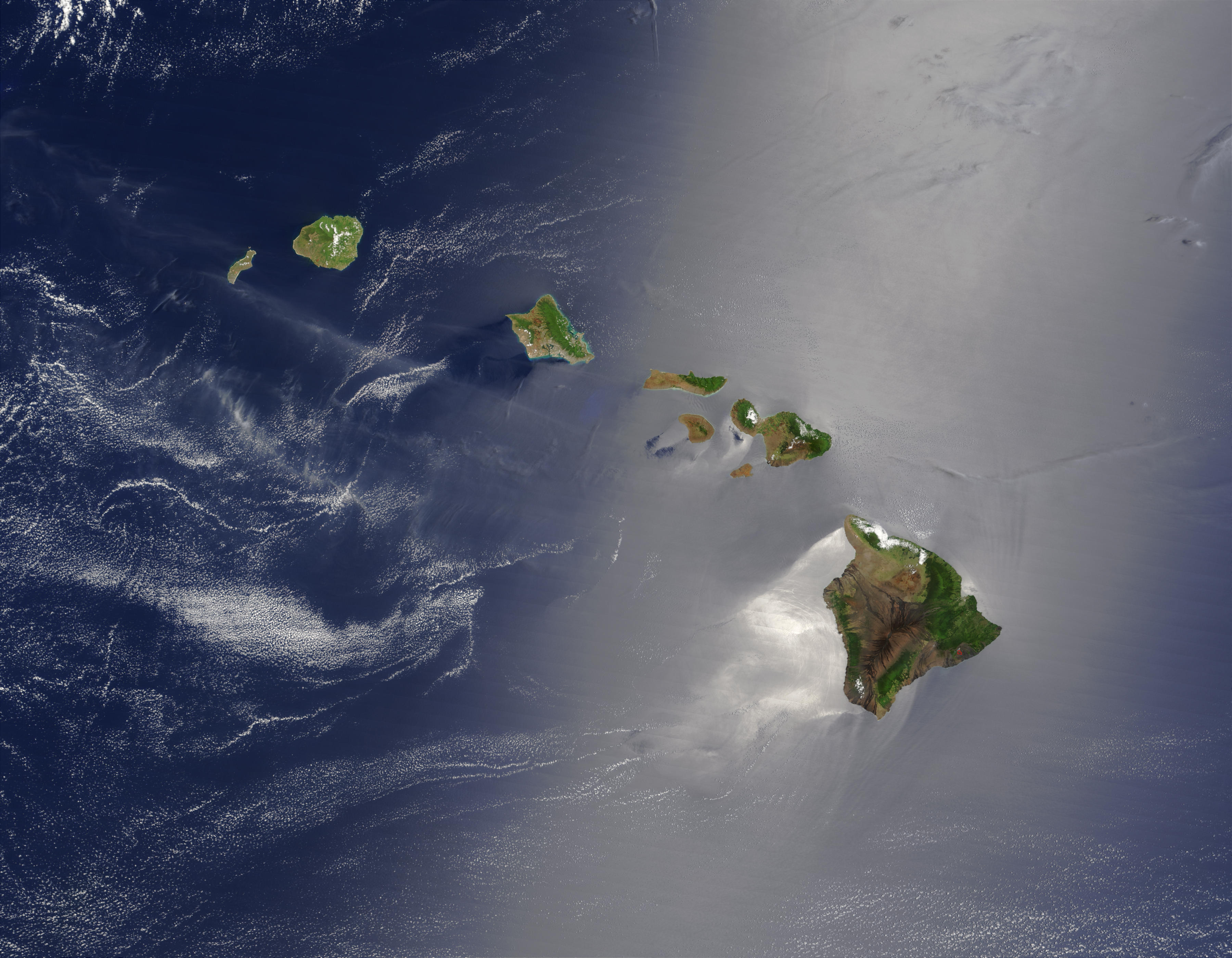
Гавайські острови: фотознімок із супутника

Архіпелаг являє собою підняті над рівнем моря вершини великого підводного гірського хребта, утвореного внаслідок вулканічної діяльності над гарячою точкою в земній мантії. Будучи розташованим приблизно за 4000 км від найближчого материка, Гавайський архіпелаг є найізольованіша група островів на Землі.

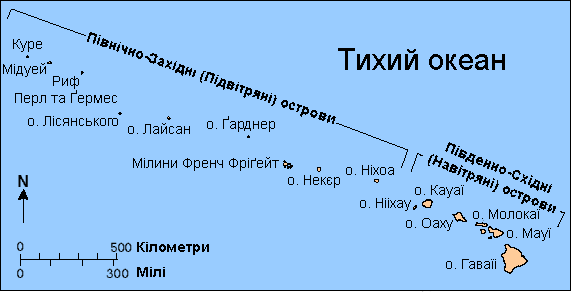
Карта Гавайських островів, атолів та рифів

Архіпелаг названий за найбільшим островом у групі та простягається приблизно на 2400 км від острова Гаваї на півдні до найпівнічнішого атолу Куре.
Пасмо островів утворене гарячою точкою, що прямує під Тихоокеанською плитою повільно з північного заходу приблизно зі швидкістю 51 км на мільйон років. Отже, острови на північному заході архіпелагу старші та зазвичай менші, внаслідок ерозії. Вік архіпелагу був розрахований на основі калій-аргонового методу датування. Згідно з цього дослідження вважається, що крайній північно-західний острів, атол Курі, є найстарішим і має вік приблизно 28 млн років, у той як час крайній південно-східний острів — Гаваї — має вік близько 0,4 млн років (400 тис. років).
Магма гарячої точки є базальтовою, тому породи островів є базальтами або спорідненими їм діабазами та габро.
Острів Гаваї є найбільшим і наймолодшим островом пасма, яке утворено п'ятьма вулканами. Найбільшим є Мауна-Лоа що займає більш ніж половину острова і є найбільшим щитовим вулканом Землі. Його висота — 4170 м вище рівня моря і ще 5 км — від морського дна до поверхні води. Інші вулкани — Мауна-Кея (4205 м) — (вулкан Мауна-Кея хоча і вищий від Мануа-Лоа, але виник пізніше на північно-східному схилі вулкану Мануа-Лоа), Гуалалаї (2520 м), Кохала (1678 м) і Кілауеа (1247 м). Мауна-Лоа і Кілауеа — діючі вулкани, виверження вулкана Мауна-Лоа відбуваються кожні 3-4 роки, а Кілауеа ще активніший, обидва вулкани мають великі кратери з озерами розпеченої лави, що фонтанує. Американський письменник Марк Твен, який побував на Гавайях у 1867 році, з властивим йому гумором так охарактеризував Кілауеа: «Я бачив Везувій, але в порівнянні з Кілауеа Везувій — дитячий вулкан, казанок із супом».

### Підземні річки
Між насиченими солоною водою вулканічними базальтами вчені виявили підземні прісноводні річки. Ці річки мають довжину близько 35 кілометрів і простягаються щонайменше на 4 кілометри на захід від берегової лінії.

## Острови та рифи Гавайського архіпелагу
Гавайські острови налічують 137 островів та атолів. Площа островів становить приблизно 16 636 км².

### Великі острови
Нижче перераховано вісім головних Гавайських островів (Південно-східних Гавайських островів, також відомих як Гавайські Навітряні Острови) від півдня до півночі. Всі, окрім Кахоолаве, є заселеними.
- Гаваї
- Мауї
- Кахоолаве
- Ланаї
- Молокаї
- Оаху
- Кауаї
- Ніїгау

### Маленькі острови, атоли, та рифи
Менші острови, атоли та рифи називають Північно-західними Гавайськими островами, або Гавайськими Підвітряними островами:
- Ніхоа (Моку Ману)
- Мокуманамана
- Канемілохаї (Мокупайпапа)
- Пухахону
- Налукакала
- Кауо
- Папаапого
- Атоли Голоїкауауа
- Атол Піхеману
- Атол Мокупайпапа

### Острівці
За деякими джерелами, Гавайське пасмо налічує 137 «островів». Ця цифра охоплює всі малі острови та віддалені острівці, такі як:
- Форд «Моку-уме-уме»
- Легай
- Каула
- Каогікайпу (англ. Kaohikaipu)
- Майнана «Острів Заєць»
- Скеля Мойкойлеа (англ. Mōkōlea Rock)
- Наї-Мокулуа (англ. Nā Mokulua)
- Молокіні (англ. Molokini)
- Моколії (англ. Mokoli'i)
- Моку-Ману «Острів Пташки» (англ. Moku Manu)